# پیشرانه هسته‌ای
پیشرانه هسته‌ای فضاپیما (انگلیسی: Nuclear propulsion) شامل طیف گسترده‌ای از روش‌های پیشرانه است که از نوعی واکنش هسته ای به عنوان منبع اصلی انرژی خود استفاده می‌کنند. ایدهٔ استفاده از مواد هسته‌ای برای پیشرانه به اوایل قرن بیستم برمی‌گردد. در سال ۱۹۰۳ این فرضیه مطرح شد که ماده رادیواکتیو، رادیوم، ممکن است سوخت مناسبی برای حرکت موتورها، هواپیماها و قایق‌ها باشد. اچ. جی. ولز این ایده را در کار داستانی خود با عنوان «جهان آزاد شده» در سال ۱۹۱۴ مطرح کرد.

راکتورهای آب تحت فشار متداول‌ترین راکتور مورد استفاده در کشتی‌ها و زیردریایی‌ها هستند که نمودار تصویری اصول عملیاتی آن را نشان می‌دهد. مایع خنک‌کننده اولیه به رنگ نارنجی و مایع خنک‌کننده ثانویه (بخار و پس از سرد شدن آب ورودی) به رنگ آبی است.

## کشتی‌های سطحی، زیردریایی‌ها و اژدرها
شناورهای هسته‌ای عمدتاً زیردریایی‌های نظامی و ناوهای هواپیمابر هستند. روسیه تنها کشوری است که در حال حاضر کشتی‌های غیرنظامی با نیروی هسته‌ای، به‌طور عمده یخ‌شکن، در اختیار دارد. ایالات متحده آمریکا در حال حاضر (تا ژوئیه ۲۰۱۸) دارای ۱۱ ناو هواپیمابر است و همهٔ آنها توسط راکتورهای هسته‌ای تأمین می‌شوند. برای جزئیات بیشتر این مقاله‌ها را ببینید: